# Aduadu
Der Aduadu (auch: Aduado) ist ein 757 Meter (andere Angaben: 765 Meter) hoher Berg im westafrikanischen Ghana.

## Geographie
Der Berg ist Teil des Togo-Atakora-Gebirges und befindet sich im Afadzato South District der Volta Region wenige Kilometer westlich der Staatsgrenze zu Togo. In unmittelbarer Umgebung befinden sich der 587 Meter hohe Zwillingsberg Afadjato (einen Kilometer nordwestlich) sowie der Leklata (vier Kilometer östlich), mit 907 Metern die höchste Erhebung des Landes. Die Schartenhöhe des Aduadu beträgt 32 Meter, die Dominanz liegt bei 3,62 Kilometern.